# Rafael Campalans
Rafael Campalans i Puig (Barcelona, 24 de octubre de 1887-Torredembarra, 9 de septiembre de 1933) fue un ingeniero, físico, profesor universitario y político español de orientación socialista y catalanista.

## Biografía
Nacido el 24 de octubre de 1887 Barcelona en el seno de una familia trabajadora, en su etapa de estudiante fue presidente de la Agrupación Escolar Doctor Robert (1903) y editor de El Poble Català (1906). Se graduó en ingeniería industrial en Barcelona en el año 1911 y amplió estudios en Lovaina y Charlottenburg con una beca de la JAE.
En 1914 se encargó de los servicios públicos de la Mancomunidad de Cataluña, tarea que compagina con la actividad docente (física general, electrónica, mecánica, termodinámica, historia de la ciencia) en la Escuela de Agricultura, la Universidad Industrial de Barcelona y la Escuela de Bibliotecarios. En 1917 fue nombrado director de la Escola de Treball, y en 1922 secretario general de Enseñanzas Técnicas y Profesionales de la Mancomunidad. 
Murió ahogado accidentalmente en la playa de Torredembarra, y su entierro fue multitudinario.

## Actividad política
En su calidad de ingeniero industrial viajó por Europa, lo que le puso en contacto con el movimiento socialista europeo y norteamericano, e inicia su militancia en el Partido Socialista Obrero Español (PSOE) defendiendo las posturas antibelicistas de Jean Jaurès (coyuntura previa a la Primera Guerra Mundial -1914-). 
Después de polemizar con Antoni Fabra i Ribas, en 1923 participó en la escisión del PSOE que dio lugar a la Unió Socialista de Catalunya (USC), que discrepaba del PSOE en cuestiones organizativas, sindicales (relaciones entre CNT y UGT) y de identidad nacional. Fue director del su órgano (Justícia Social). Fue miembro activo del Comité de Acción Cívica fundado por Francesc Layret, que denunciaba el pistolerismo groguista. Tras el pronunciamiento de Miguel Primo de Rivera (1923), Campalans renunció a sus cargos públicos y fundó posteriormente la Indústria de Coure-Electrolític (Industria de Cobre-Electrolítico). También participó en la creación del Ateneu Polytechnicum. 
Con Francesc Macià firmó el manifiesto electoral de las elecciones municipales del 12 de abril de 1931 siendo elegido concejal de Barcelona. Tras la proclamación de la Segunda República Española (14 de abril) participó en el gobierno provisional como responsable de Instrucción Pública. En las Elecciones generales de España de 1931 fue elegido diputado por Barcelona, puesto que ocupó hasta su muerte en 1933. Líder de la Unió Socialista de Catalunya, participó en la redacción del estatuto de autonomía de Cataluña de 1932, fue elegido diputado en las Elecciones al Parlamento de Cataluña de 1932, y defendió la redenominación de la Universidad de Barcelona como Universidad Autónoma de Barcelona.
Falleció el 9 de septiembre de 1933.

## Obras
- 1903: Influència dels escolars sobre el catalanisme
- 1923: El socialisme i el problema de Catalunya
- 1931: Als joves
- 1932 Hacia la España de todos. Palabras castellanas de un diputado por Cataluña
- 1933: Manual pràctic del socialisme català
- 1933: Política vol dir pedagogia

## Reconocimientos
El año 1979 se fundó la Fundació Campalans con la finalidad de construir un marco de elaboración y difusión del pensamiento socialista democrático, su historia y las corrientes actuales de pensamiento, así como la realización de estudios en el ámbito de las ciencias sociales e históricas.
Integra el Arxiu Històric del Socialisme Català, cuyos fondos documentales (personales y de entidades y partidos políticos) recogen la historia del socialismo en Cataluña desde el final de la Guerra Civil hasta la actualidad. Cuenta además con una hemeroteca histórica, y una biblioteca auxiliar.